# لويز تاولز
كانت لويز تاولز (4 أبريل 1912- 18 مارس 1983) عازفة بيانو كلاسيكية أمريكية ومدرسة للموسيقى وناشطة اجتماعية. ولدت في تكساركانا، أركنساس ونشأت في البلدة الواقعة بين أركنساس وتكساس. كانت مهتمة بالموسيقى منذ سنها المبكرة وبدأت دروس البيانو في سن التاسعة. بعد تخرجها من الثانوية بدرجة تفوق، التحقت بكلية وايلي في مارشال، تكساس وحصلت على درجة بكالوريوس، ثم عملت كمدرسة في الثانوية منذ عام 1936 وحتى عام 1941. التحقت تاولز في عام 1942 بجامعة أيوا وحصلت على درجة ماجستير في عام 1943. تابعت دراستها في جويليارد وجامعة كاليفورنيا بيركلي ومعهد باريس للموسيقى والمعهد الأمريكي في فاونتينبلو.
عملت تاولز منذ عام 1943 وحتى عام 1952، أستاذة مساعدة للموسيقى في جامعة فيسك في ناشفيل، تينيسي. تميزت بأدائها المميز منذ بادية ظهورها في عام 1947 وحتى تقاعدها في عام 1966. عاشت بين باريس والولايات المتحدة، منذ عام 1949 وحتى عام 1955، وسافرت بين القارتين لحضور الحفلات الموسيقية وعروض الأزياء. أصبحت وأختها دورثيا تاولز تشرتش، من أولى الشخصيات الأمريكية من أصل أفريقي التي اكتسبت سمعة دولية، وقد ظهرت تاولز في كل من مجلتي إيبوني وجت. تزوجت تاولز في عام 1956، من ريتشارد سي. سيزر، وهو طيار مقاتل متقاعد من سلاح جو توسكيجي، سان فرانسيسكو والزعيم الإنساني والمدني في سان فرانسيسكو وطبيب أسنان بارز. كان واحدًا من الدفعة السادسة من طلاب توسكيجي وواحدًا من أول 50 طيارًا مقاتلًا أمريكيًا من أصل أفريقي في التاريخ. عرف بكونه ثاني طيار مقاتل أفريقي أمريكي في أركنساس. اشتهر بإنقاذ الطيار روسكو براون من حادث تحطم طائرة أوشك أن يودي بحياته. 
بعد زواجها، قلصت تاولز من جولاتها وبعد أن أصبحت لويز سيزر اشتهرت بنشاطها المجتمعي الذي ركزت فيه على قضايا النساء والأطفال.

## حياتها المبكرة وتعليمها
ولدت لويز برنارد تاولز في 4 نيسان من عام 1912، في مقاطعة تكساركانا ميلر، أركنساس لوالدها توماس إلسورث تاولز من ألاباما ووالدتها أرابيلا كلارك من أركنساس. كانت الخامسة بين تسعة أشقاء وشقيقات: توماس جونيور (ولد عام 1903) وديلبرت (ولد عام 1908) وأرابيلا (ولدت عام 1910) وفيرنا (ولد عام 1911) وهنري (1914) وغولدن (1917) ودورثيا (1922) وماريان (1928). عمل والدها كنجار ومقاول. انتقلت العائلة من تيكساركانا من جانب أركانساس إلى جانب تكساس نحو عام 1922.
اهتمت تاولز منذ صغرها بالموسيقى فلطالما تظاهرت بأن عتبة نافذة منزلها كانت عبارة عن بيانو، حتى تمكن والداها من شراء بيانو لها لتعزفه. بدأت العزف في كنيستها المحلية في سن التاسعة وفي العام التالي أصبحت عازفة بيانو في جوقة الكنيسة. تخرجت بشهادة تفوق من مدرستها الثانوية والتحقت بكلية وايلي في مارشال. شاركت مع مغنيي وايلي منذ عام 1931 وانضمت إلى أخوية ألفا كابا ألفا وتخرجت من ماغنا كام لود بدرجة البكالوريوس في الفنون عام 1933.
تزوجت تاولز بعد تخرجها من رودولف مكنيلي، الذي يعمل في طلاء المنازل وورق الجدران وسكنا في كيلغور. عملت تاولز كمدرسة للموسيقا في المدرسة الثانوية السوداء في عامي 1936 و1937. جرت ترقيتها في عام 1938، وشغلت منصب مخرجة موسيقية في مقاطعة غريغ، تكساس في مدارس تكساس الزنجية حتى عام 1941. غادرت تاولز تكساس في نهاية العام الدراسي في عام 1941 وانتقلت إلى أيوا، حيث حصلت على درجة الماجستير في الآداب خلال سبعة أشهر ونصف، ثم حصلت على درجة الماجستير في الفنون الجميلة خلال تسعة أشهر في جامعة أيوا. أكملت دراستها في عام 1943، بأطروحة تاريخ تعليم الموسيقى في كلية وايلي، لتصبح ثاني شخص يحصل على درجة الماجستير في الفنون الجميلة في الجامعة وأول أمريكي من أصل أفريقي ينجز ذلك. تتحدث تاولز الإنجليزية والفرنسية والألمانية والإسبانية.